# My Love (Paul McCartney & Wings)
"My Love" is een nummer van de Brits-Amerikaanse band Paul McCartney & Wings. Het nummer verscheen op hun album Red Rose Speedway uit 1973. Op 23 maart van dat jaar werd het nummer uitgebracht als de enige single van het album.

## Achtergrond
"My Love" is geschreven door het echtpaar Paul en Linda McCartney en geproduceerd door Paul McCartney. Het nummer ontstond toen Paul op de piano aan het spelen was en een eerbetoon aan Linda schreef. Al in 1972 speelde Wings het live tijdens hun concerten. Bij de eerste paar uitvoeringen van het nummer zong Linda ook nog mee, maar op de studioversie is alleen Paul als zanger te horen. Het strijkarrangement op het nummer werd verzorgd door Richard Anthony Hewson, met wie Paul al bij zijn vorige band The Beatles had gewerkt.
In januari 1973 werden rond de twintig takes van "My Love" live opgenomen in de Abbey Road Studios. De opnamesessies namen drie uur in beslag. Op de opname is een 50-koppig orkest te horen. Het was niet gebruikelijk dat de artiest en het orkest tegelijk hun partijen opnamen, aangezien de sessiemuzikanten per uur werden betaald. De gitaarsolo werd ingespeeld door Henry McCullough, die de door Paul geschreven solo veranderde. Hij werd hiermee de eerste muzikant binnen Wings die tegen Paul inging, wat ervoor zorgde dat Wings meer op een echte band begon te lijken en niet langer werd gezien als de begeleidingsband van Paul.
"My Love" werd de eerste single van Wings die onder de naam Paul McCartney & Wings werd uitgebracht. Deze wijziging werd doorgevoerd omdat de verkopen van het debuutalbum van de band, Wild Life, nogal teleurstelden en men dacht dat het publiek zich niet bewust was dat McCartney in de band zat. Op de B-kant van de single stond een liveversie van "The Mess", die op 21 augustus 1972 in het Nederlands Congresgebouw in Den Haag werd opgenomen.
"My Love" werd een groot succes: het werd de eerste nummer 1-hit van de band in de Amerikaanse Billboard Hot 100. Opvallend genoeg werd het na vier weken van de eerste plaats gestoten door "Give Me Love (Give Me Peace on Earth)" van George Harrison; dit was de enige keer dat twee voormalige Beatles de eerste twee plaatsen bezaten in deze lijst. In het Verenigd Koninkrijk kwam de single tot de negende plaats in de UK Singles Chart, en ook in Australië, Canada, Nieuw-Zeeland en Noorwegen kwam het in de top 10 terecht. In Nederland piekte de single op de twaalfde plaats in zowel de Top 40 als de Daverende Dertig, terwijl in Vlaanderen de zeventiende plaats in een voorloper van de Ultratop 50 werd gehaald.
"My Love" is gecoverd door vele artiesten, waaronder Tony Bennett, Cher, Harry Connick jr., Cass Elliot, Johnny Gill, Warren Hill, Boogaloo Joe Jones, Brenda Lee, Mina, Juice Newton, Corinne Bailey Rae, Tony Sheridan, Dottie West, Andy Williams en Nancy Wilson. Daarnaast is het te horen in een aflevering van de televisieserie Friends. Na het overlijden van Linda McCartney in 1998 koos Paul het als een van de nummers die tijdens haar herdenkingen zou worden gespeeld.

## Hitnoteringen

### Nederlandse Top 40
| Hitnotering: 21-04-1973 t/m 26-05-1973 | Hitnotering: 21-04-1973 t/m 26-05-1973 | Hitnotering: 21-04-1973 t/m 26-05-1973 | Hitnotering: 21-04-1973 t/m 26-05-1973 | Hitnotering: 21-04-1973 t/m 26-05-1973 | Hitnotering: 21-04-1973 t/m 26-05-1973 | Hitnotering: 21-04-1973 t/m 26-05-1973 | Hitnotering: 21-04-1973 t/m 26-05-1973 |
| Week                                   | 1                                      | 2                                      | 3                                      | 4                                      | 5                                      | 6                                      |                                        |
| -------------------------------------- | -------------------------------------- | -------------------------------------- | -------------------------------------- | -------------------------------------- | -------------------------------------- | -------------------------------------- | -------------------------------------- |
| Nummer                                 | 30                                     | 15                                     | 12                                     | 14                                     | 22                                     | 38                                     | uit                                    |

### Daverende Dertig
| Hitnotering: 21-04-1973 t/m 19-05-1973 | Hitnotering: 21-04-1973 t/m 19-05-1973 | Hitnotering: 21-04-1973 t/m 19-05-1973 | Hitnotering: 21-04-1973 t/m 19-05-1973 | Hitnotering: 21-04-1973 t/m 19-05-1973 | Hitnotering: 21-04-1973 t/m 19-05-1973 | Hitnotering: 21-04-1973 t/m 19-05-1973 |
| Week                                   | 1                                      | 2                                      | 3                                      | 4                                      | 5                                      |                                        |
| -------------------------------------- | -------------------------------------- | -------------------------------------- | -------------------------------------- | -------------------------------------- | -------------------------------------- | -------------------------------------- |
| Nummer                                 | 25                                     | 14                                     | 12                                     | 15                                     | 22                                     | uit                                    |

### NPO Radio 2 Top 2000
| Nummer met noteringen in de NPO Radio 2 Top 2000 | '03  | '04  | '05  | '06  | '07 | '08  | '09  | '10  |
| ------------------------------------------------ | ---- | ---- | ---- | ---- | --- | ---- | ---- | ---- |
| My Love                                          | 1666 | 1547 | 1625 | 1875 | -   | 1948 | 1679 | 1682 |

1. ↑  Een '-' betekent dat het nummer niet was genoteerd en een vetgedrukt getal geeft de hoogste notering aan.
2. ↑  2003 was het eerste jaar met een notering voor dit nummer.
3. ↑  Deze tabel is bijgewerkt tot en met de laatste editie (2024).